# St. Mauritius (Mintraching)

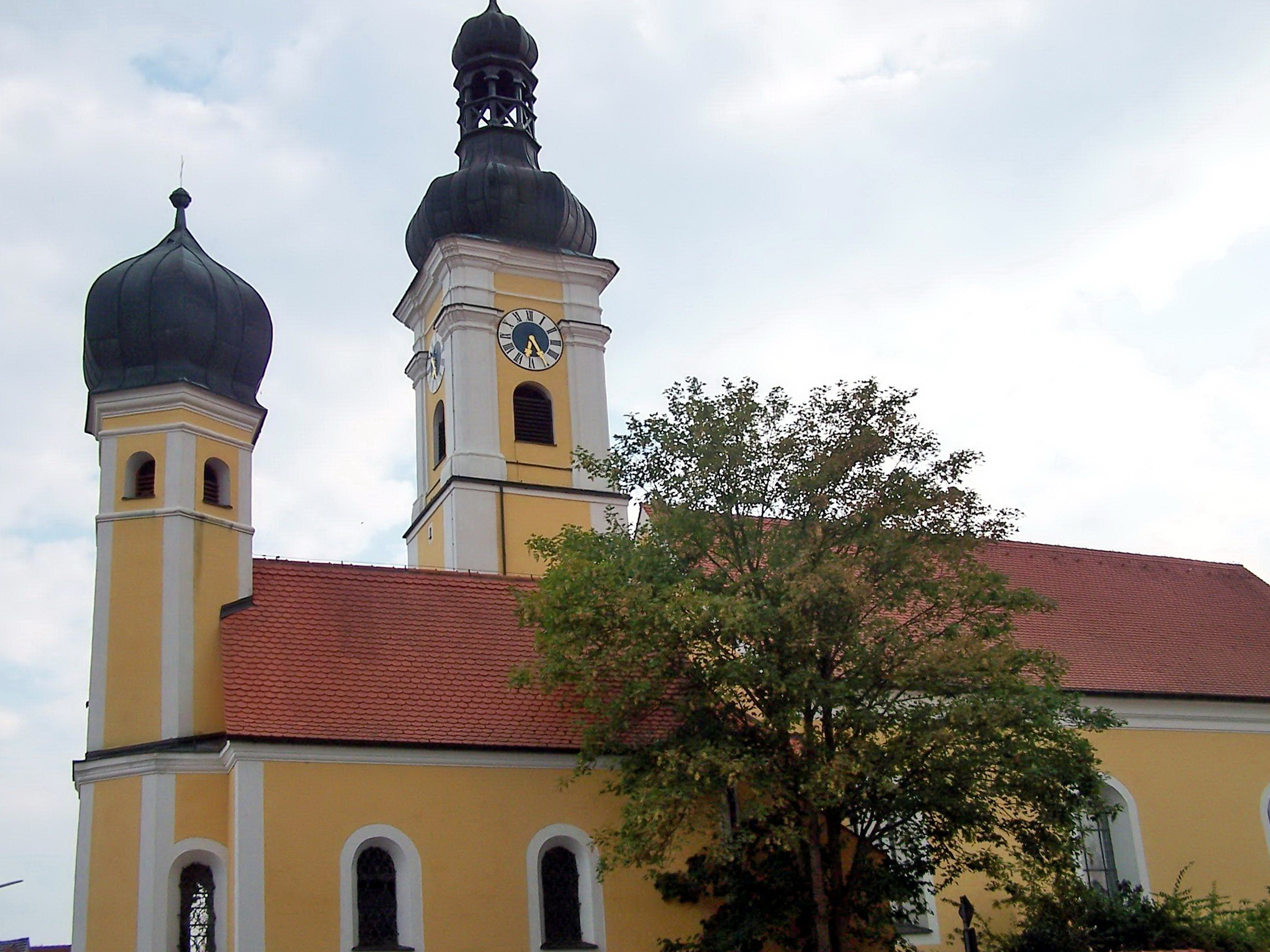
Pfarrkirche St. Mauritius, im Vordergrund die Kapelle St. Leonhard

St. Mauritius ist die römisch-katholische Pfarrkirche von Mintraching im Oberpfälzer Landkreis Regensburg. Das Gotteshaus mit dem Patrozinium des heiligen Mauritius ist als Baudenkmal mit der Nummer D-3-75-170-3 beim Bayerischen Landesamt für Denkmalpflege eingetragen.

## Geschichte und Beschreibung
Die Kirche wurde im letzten Drittel des 17. Jahrhunderts auf den Fundamenten eines seit dem 8. Jahrhundert urkundlich erwähnten Vorgängerbaus errichtet. Der Bau besteht aus einem 22 Meter langen, einschiffigen Kirchengebäude und einem an der Südseite des Chors angesetzten 45 Meter hohen Turm, der von einer Zwiebelhaube mit Laterne bekrönt wird. An der Nordseite des Chors befindet sich die Sakristei. An der Nordseite der Kirche steht die mit ihr baulich verbundene, 1713 neu errichtete Kapelle St. Leonhard.
Die Kirche wurde im Laufe der Zeit mehrfach umgestaltet und zuletzt 1999/2000 restauriert.

## Ausstattung

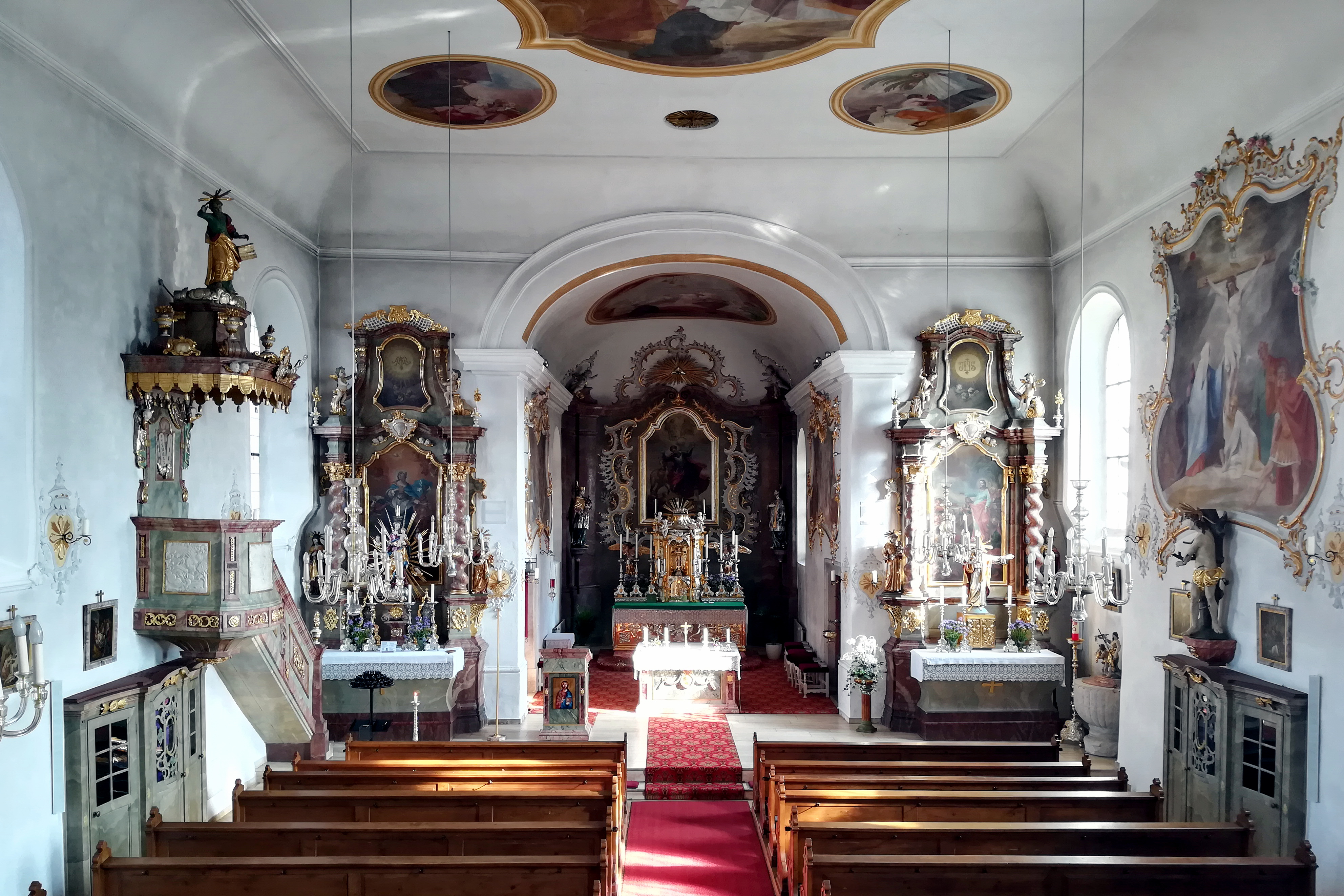
Blick von der Empore in Richtung Altarraum

Der Hochaltar im klassizistischen Stil wurde 1818 aufgestellt und 1953/1954 im Rokokostil umgestaltet. Das Hochaltarbild wurde bei der Umgestaltung 1953 vom Freiburger Maler Manfred Schmid in barocker Manier gefertigt und zeigt den heiligen Mauritius zu Pferd. Die holzgeschnitzten Seitenfiguren neben dem Altar stellen die Heiligen Johannes Nepomuk und Franz Xaver dar. Bemerkenswert ist das von Johann Gebhard gemalte Bild des linken Seitenaltars. Es stellt die rosenbekränzte Maria Immaculata auf der Weltkugel thronend dar. Das rechte Seitenaltarbild stellt die Bergpredigt dar. Die Fresken im Chor: das letzte Abendmahl Jesu, an den Wänden Geburt Christi und Jesus als Kinderfreund, im Langhaus: die Schlüsselübergabe an Petrus, Heilige und Verkündigung des Glaubens, Petrus Canisius, Franz Xaver, Elisabeth von Thüringen, Vinzenz von Paul, und die Wandfresken von der wundersamen Brotvermehrung, Heilung des Lahmen und der Kreuzigung sind von dem Münchner Kunstmaler Josef Wittmann, einem bedeutenden Maler des Neobarock und gemalt in 1922. Die an der nördlichen Wand befindliche Kanzel wurde vom Bildhauer Christoph Ittelsberger (1763–1842) geschnitzt. Das Kirchengestühl und die beiden Beichtstühle stammen aus dem Jahr 1880.

### Orgel

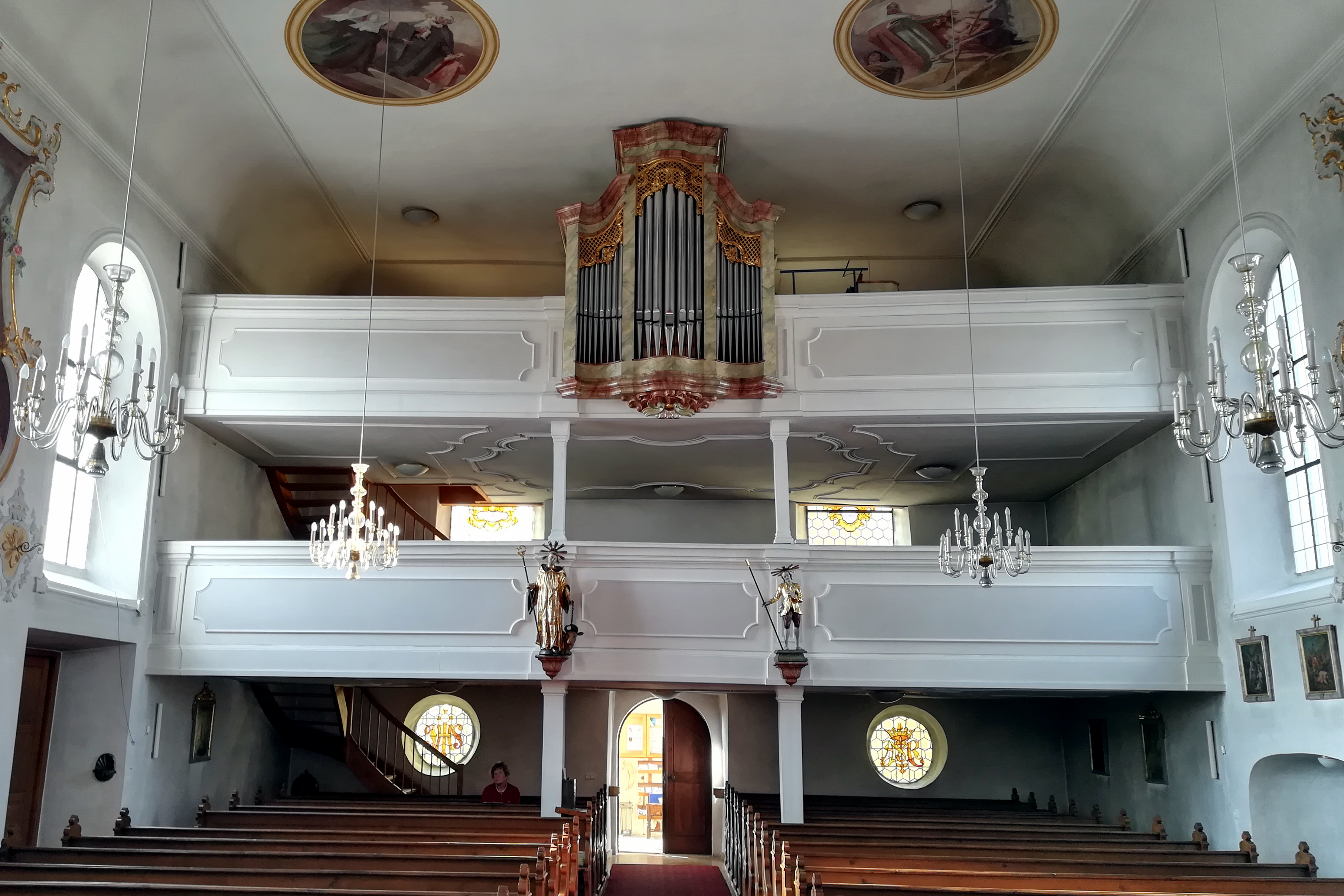
Empore mit Orgel

Die Orgel der Pfarrkirche St. Mauritius wurde im Jahr 2000 von Johannes Schädler aus Donaustauf erbaut. Das mechanische Schleifladeninstrument umfasst 16 Register, verteilt auf zwei Manuale und Pedal. Der Spieltisch ist freistehend, Haupt- und Schwellwerk sind in die Brüstung der Orgelempore integriert. Die Disposition lautet wie folgt:
| I Hauptwerk C–g3 |               |       |
| 1.               | Prinzipal     | 8′    |
| 2.               | Rohrgedeckt   | 8′    |
| 3.               | Gamba         | 8′    |
| 4.               | Oktave        | 4′    |
| 5.               | Gemshorn      | 2′    |
| 6.               | Mixtur III–IV | 1 ⁄3′ |

| II Schwellwerk C–g3 |              |       |
| 7.                  | Gedeckt      | 8′    |
| 8.                  | Salicional   | 8′    |
| 9.                  | Traversflöte | 4′    |
| 10.                 | Principal    | 2′    |
| 11.                 | Quinte       | 1 ⁄3′ |
| 12.                 | Oktävlein    | 1′    |
| 13.                 | Oboe         | 8′    |

| Pedal C–f1 |            |     |
| 14.        | Subbaß     | 16′ |
| 15.        | Oktavbaß   | 8′  |
| 16.        | Gedecktbaß | 8′  |

- Koppeln: II/I, I/P, II/P